# Односи Црне Горе и Сједињених Америчких Држава
Односи Црне Горе и Сједињених Америчких Држава су инострани односи Црне Горе и САД.

## Односи
Влада САД је 21. јануара 1921. године донела одлуку којом се више не признају црногорски дипломатски и конзуларни представници, што је значило прекид дипломатских односа.
Сједињене Америчке Државе су признале Црну Гору 12. јуна 2006. године. Дипломатски односи између двије државе успостављени су 7. августа 2006. године.
У јуну 2010. године навршило се 105 година од успостављања дипломатских односа између двије државе.

### Дипломатски представници

#### У Вашингтону
Амбасадор Црне Горе у САД на нерезидентној основи покрива Мексико и Канаду.
- Срђан Дармановић, амбасадор, 2010. -
- Миодраг Влаховић, амбасадор, 2006. - 2010.[2]
- Анто Гвозденовић, посланик, 1918. -

#### Конзули Краљевине Црне Горе у Њујорку
Краљ Никола је 1917. на дужности црногорског конзула у Њујорку именовао Вилијема Фредрика Дикса.
Почетком 1916. за црногорског конзула у Њујорку био је постављен бродовласник, капетан Сеферовић, дотадашњи конзул Црне Горе у Канади.
Везе између Сједињених Америчких Држава и Црне Горе, које су се односиле на исељавање Црногораца у САД, одржаване су, до 1916. године, посредством почасног генералног конзула у Њујорку, професора Михаила Пупина.

#### У Подгорици
- Маргарет Ен Уехару, амбасадор, 2015. -[5]
- Сју Кетрин Браун, амбасадор, 2011. - 2014.
- Родерик Мур, амбасадор, 2007. - 2010.

Амерички конзулат у Подгорици отворен је у септембру 2002. године, а Влада САД инаугурисала је Амбасаду у Црној Гори 5. октобра 2006. године.

#### У Атини акредитовани у Цетињу
- Џорџ Вилијамс
- Шурман
- Џорџ Мозез
- Ришмон Пирсон
- Џон Џексон, 1905. - 1907.[1]